# Frédéric Etherlinck
Frédéric Van Goitsenhoven-Maeterlinck, född 11 augusti 1968 i Bryssel, är en belgisk sångare. Han är antagligen mest känd för att ha representerat Belgien i Eurovision Song Contest i Dublin 1995.
Etherlinck är född i Bryssel men familjen flyttade en kort tid efter hans födsel till Los Angeles. Här bodde de fram till 1977 då de flyttade till Nice och året därpå tillbaka till Bryssel. Han lärde sig sång och att spela trummor och uppträdde i Bryssels barer.
Han deltog i den belgiska uttagningen till Eurovision Song Contest 1995 med låten La voix est libre (sv: rösten är fri), komponerad av Pierre Theunis, och vann med en marginal på 13 poäng från de sex övriga bidragen som var i topp. Han fick därmed representera Belgien i finalen, som hölls i Dublin. Här hamnade han på en 20:e plats av 23 bidrag med 8 poäng (ett från Österrike och sju från Spanien). På hemmaplan uppnådde La voix est libre en 21:a plats på den vallonska singellistan. Något år senare utgavs albumet Les années lumières (sv: De ljusa åren), dock utan större framgång. Därefter har Etherlinck endast gjorde sporadiska framträdanden i filmer och i TV.